# Diego Casas
Diego Casas, vollständiger Name Diego Mateo Casas López, (* 4. März 1995 in Vichadero) ist ein uruguayischer Fußballspieler.

## Karriere

### Verein
Der 1,80 Meter große Offensivakteur Casas absolvierte in der Spielzeit 2012/13 ein Ligaspiel (kein Tor) in der höchsten uruguayischen Spielklasse für den uruguayischen Erstligisten River Plate Montevideo. Zur Apertura 2013 wurde er dauerhaft in den Erstligakader befördert. Er bestritt in der Spielzeit 2013/14 13 weitere Spiele in der Primera División und erzielte dabei zwei Treffer. Zudem lief er in drei Partien (kein Tor) der Copa Sudamericana 2013 auf. In der Saison 2014/15 wurde er fünfmal (kein Tor) in der Primera División eingesetzt. Für die Apertura 2015 steht lediglich ein Ligaeinsatz (kein Tor) zu Buche. Anfang Februar 2016 wurde er an den Zweitligisten Villa Española ausgeliehen und bestritt dort 14 Zweitligaspiele (sechs Tore). Nach dem anschließenden Aufstieg absolvierte er in der Saison 2016 zehn Erstligapartien (kein Tor). Der Klassenerhalt wurde jedoch verpasst und er setzte im Januar 2017 seine Karriere beim Erstligisten Juventud fort. In der Saison 2017 kam er beim Klub aus Las Piedras 13-mal (ein Tor) in der Liga zum Einsatz. Nach dem Torneo Intermedio wechselte er Mitte Juli 2017 zu Sportivo Luqueño nach Paraguay.

### Nationalmannschaft
Casas gehört der U-20-Auswahl Uruguays an. Bereits Anfang Juli 2012 wurde er vom seinerzeitigen Trainer Juan Verzeri zu einem Trainingslehrgang der U-20 einberufen. Im März 2014 nominierte ihn der neue U-20-Trainer Fabián Coito für seinen ersten, 30 Spieler umfassenden Trainingslehrgangskader. In den beiden Partien gegen Paraguay am 20. und 22. Mai 2014 kam er jeweils in der 78. Spielminute für Jaime Báez bzw. in der 70. Spielminute für Maximiliano Pérez als Einwechselspieler zum Einsatz. Ein persönlicher Torerfolg gelang ihm dabei nicht. Zum Trainingslehrgang Mitte Juli 2014 wurde er erneut berufen. Am 24. September 2014 folgte sein nächster Länderspieleinsatz beim 1:0-Sieg über Peru.